# Манастир и црква Светог Арханђела (Горње Неродимље)
Манастир и црква Светог Арханђела се налазила у Горњем Неродимљу, западно од Урошевца, подигнута је у XIV веку, као манастирска црква.

## Изглед манастирске цркве
Манастирска црква је подигнута као једнобродна грађевина са нартексом, на коме су касније пробијена два већа прозора, олтарском апсидом и куполом над наосом. Обнову је доживела 1700. године и из тог доба потиче живопис у њеној унутрашњости, испод кога се местимично назире првобитни слој фрескосликарства, из XIV-XV века, које још увек није истражено, а у цркви је било смештено неколико старих икона, из XVII и XVIII века.
Црква се од 1990. године налази под заштитом Републике Србије, као споменик културе од изузетног значаја, у склопу споменичке целине Споменици Неродимља.

## Историја

### Разарање манастира 1999. године
После окончања НАТО агресије на СРЈ 1999. године и доласка снага КФОРа на простор АП Косово и Метохија, црква је опљачкана, минирана и дигнута у ваздух, велики црни бор Цара Душана у њеној порти, који је према веровању засадио цар Душан Силни (краљ 1331—1346, цар 1346—1355) је посечен и запаљен, а православно гробље је оскрнављено и порушено.

### Период након рата на Косову и Метохији
Расељени Срби из Неродимља уз помоћ урошевачког пароха Трајка Влајковића, четврт века од прогонства, априла 2024. године организовали су чишћење црквене порте и гробља, како би се први пут након рата на Косовоу и Метохији окупили на дан сеоске славе Аранђеловдан 26. јула. Црква, црквена порта, гробље, „Бор Цара Душана“ и звонара су затечени у разореном стању и зарасли у коров.